# 38019 Jeanmariepelt
38019 Jeanmariepelt este un asteroid din centura principală de asteroizi.

## Descriere
38019 Jeanmariepelt este un asteroid din centura principală de asteroizi. A fost descoperit pe 1 iunie 1998 la Observatorul La Silla de Eric Walter Elst. Asteroidul prezintă o orbită caracterizată de o semiaxă mare de 3,14 ua, o excentricitate de 0,09 și o înclinație de 15,3° în raport cu ecliptica.